# طارة (رياضيات)

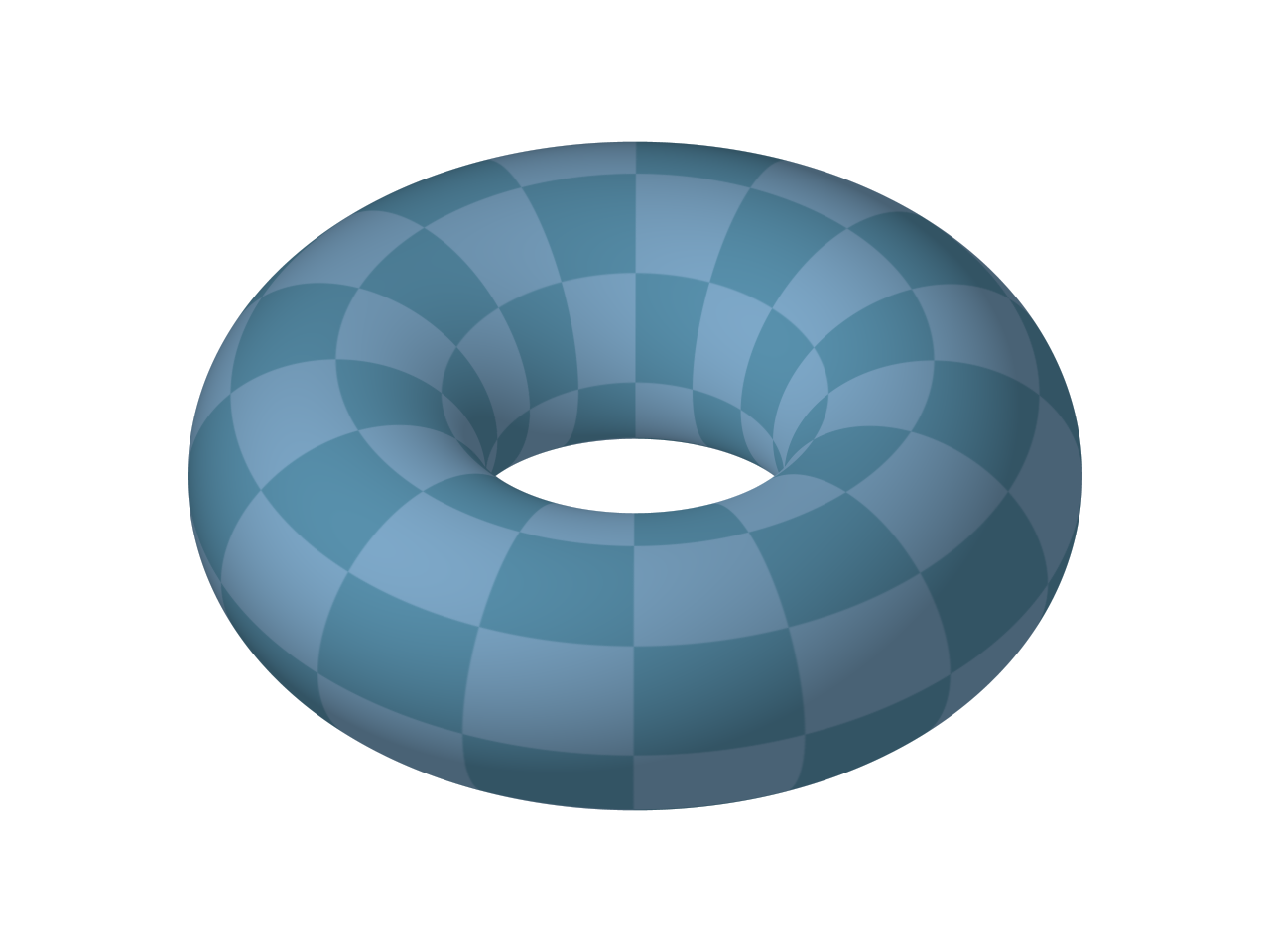

الطارة أو حَلْقَة المِرساة أو قاعدة في الهندسة هو سطح دوراني في الفضاء الإقليدي ينتج بدوران دائرة حول خط مستقيم.

## المعادلات

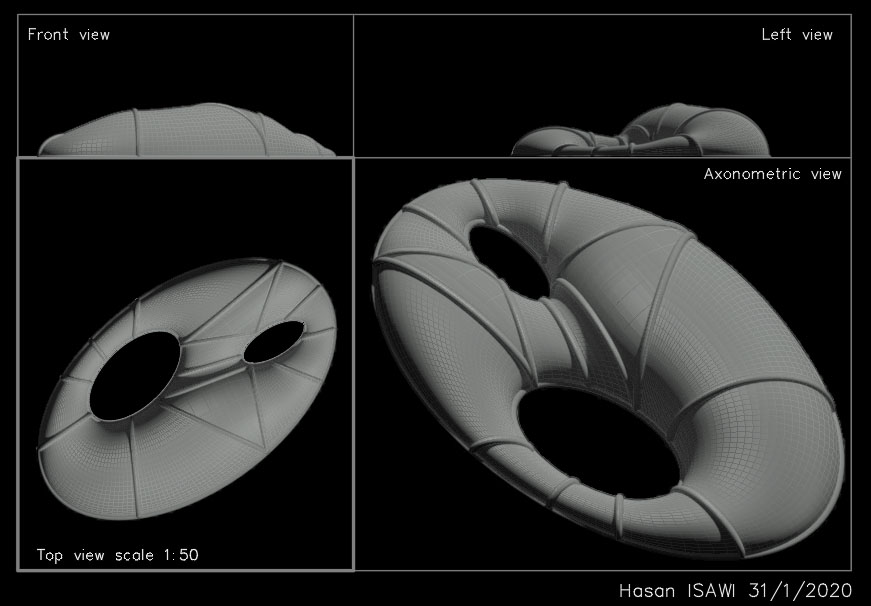
طارة اهليجية متغيرة بثقبين

{\displaystyle x(u,v)=(R+r\cos {v})\cos {u}\,}
{\displaystyle y(u,v)=(R+r\cos {v})\sin {u}\,}
{\displaystyle z(u,v)=r\sin {v}\,}

حيث:u,v الفاصلة الدورانية [0, 2π),
R المسافة بين مركز الأنبوب ومركز الطارة
r نصف قطر الأنبوب

## السطح الحلقي في الهندسة الوصفية
مسلمات
إذا كان مستوى دائرة يدور 360 درجة حول خط من نفس المستوى، فإنه يولد سطحًا يسمى الطارة (أو السطح الحلقي).
وحيث يسمى الخط الثابت بالمحور. وتسمى الدائرة المتحركة بالدائرة المولدة في كل موقع من مواقعها.
وتبعا لذلك نحصل على ما يلي:
1. يمثل المحل الهندسي لمراكز الدوائر المولدة دائرة أخرى. هذه الدائرة تسمى الدائرة المركزية ومستواها عمودي على المحور.
2. كل نقطة من السطح تنتمي لدائرة مولدة واحدة فقط.
3. تنتمي كل نقطة من الدائرة المولدة إلى السطح.
4. كل نقطة من الدائرة المولدة ترسم عند حركتها دائرة تقع على مستوى عمودي على المحور ومركزها يقع على المحور.
5. كل مستوى يمر عبر المحور يلتقي بالسطح في دائرتين توليد نسميهما عكس ذلك.
6. كل مستوى يمر بالمحور يقطع الطارة وفقا لدائرتين متساويتين،

إذا كان أنصاف أقطار الدوائر المركزية متساوية وأنصاف أقطار دوائر التوليد متساوية ومتعاكسة.
وصحيح أيضًاالتالي:
- يتم تحديد سطح حلقي عن طريق نصف قطر الدائرة المركزية ونصف قطر الدائرة المولدة. [مبهم]
1. السطح الحلقي هو سطح منحني. ولا يمكن ان يكون مسطح في أي مكان. وبالتالي إذا مررنا مستوى بالمحور فالقطاع لا يمكن ان يكون خط مستقيم.[6]

## المعرض

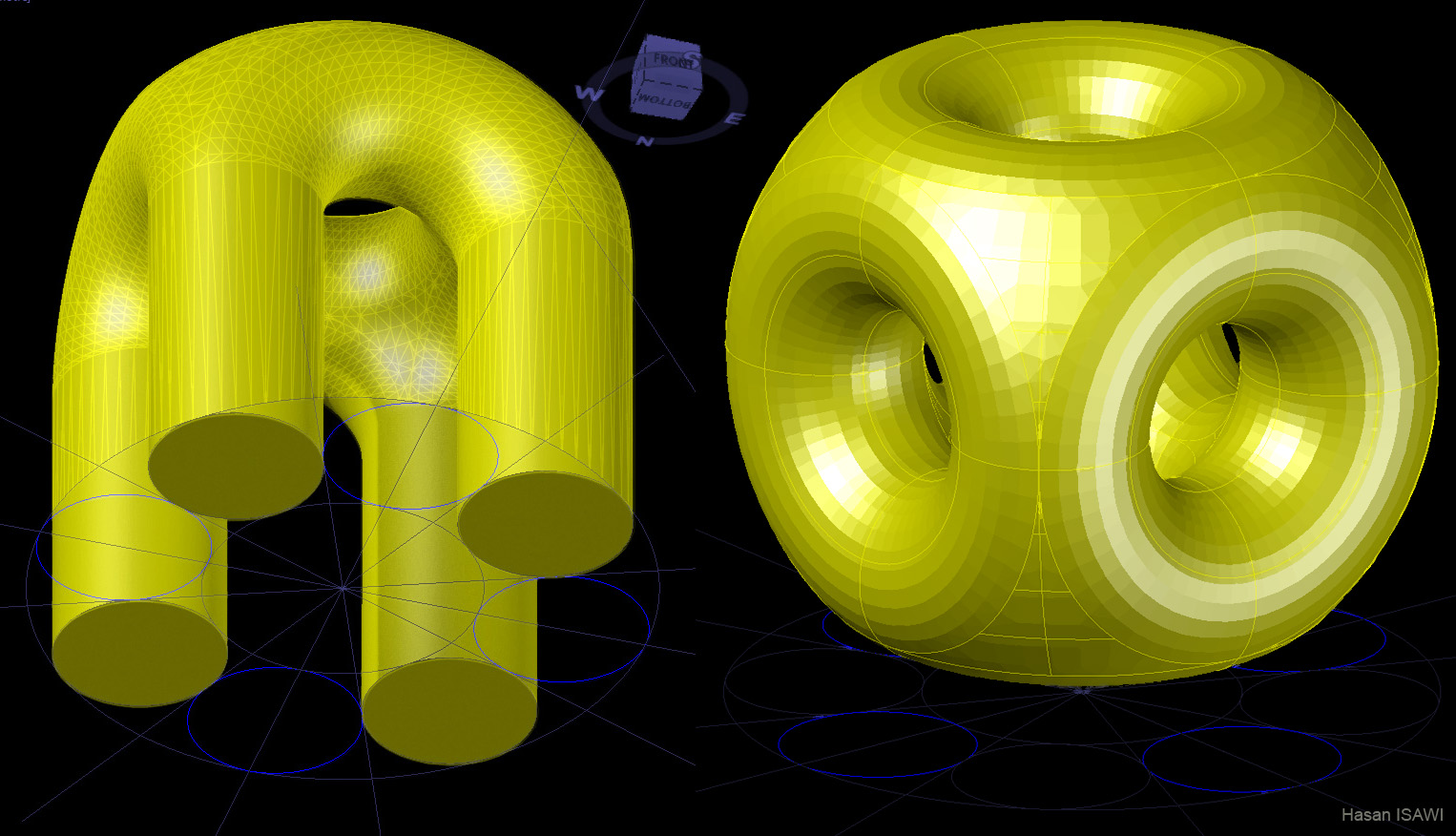
تصال مماسي لأربعة أسطح حلقية متماثلة لبعضها البعض